# Drupeus notatithorax
Drupeus notatithorax là một loài bọ cánh cứng trong họ Psephenidae. Loài này được Pic miêu tả khoa học năm 1923.